# Phoenix Mercury 2003
La stagione 2003 delle Phoenix Mercury fu la 7ª nella WNBA per la franchigia.
Le Phoenix Mercury arrivarono settime nella Western Conference con un record di 8-26, non qualificandosi per i play-off.

## Roster
| N° | Naz.                   | Ruolo | Sportivo              | Anno | Alt. | Peso |
| -- | ---------------------- | ----- | --------------------- | ---- | ---- | ---- |
| 00 | Stati Uniti (bandiera) | A     | Tracy Reid            | 1976 | 180  | 68   |
| 0  | Stati Uniti (bandiera) | C     | Sonja Mallory         | 1981 | 196  | 95   |
| 1  | Stati Uniti (bandiera) | G     | Edniesha Curry        | 1979 | 163  | 63   |
| 2  | Stati Uniti (bandiera) | G     | Charmin Smith         | 1975 | 178  | 66   |
| 3  | Stati Uniti (bandiera) | A     | Lisa Harrison         | 1971 | 183  | 74   |
| 6  | Ungheria (bandiera)    | G     | Dalma Iványi          | 1976 | 178  | 61   |
| 8  | Brasile (bandiera)     | G     | Iziane Castro Marques | 1982 | 183  | 64   |
| 9  | Stati Uniti (bandiera) | A     | Stacey Thomas         | 1978 | 178  | 70   |
| 11 | Stati Uniti (bandiera) | G     | Grace Daley           | 1978 | 168  | 67   |
| 12 | Bulgaria (bandiera)    | A     | Gergana Slavčeva      | 1979 | 185  | 73   |
| 14 | Jugoslavia (bandiera)  | C     | Slobodanka Tuvić      | 1977 | 193  | 88   |
| 20 | Stati Uniti (bandiera) | G     | Kayte Christensen     | 1980 | 191  | 77   |
| 21 | Stati Uniti (bandiera) | A     | Tamara Moore          | 1980 | 180  | 76   |
| 24 | Stati Uniti (bandiera) | G     | Edwina Brown          | 1978 | 175  | 74   |
| 30 | Stati Uniti (bandiera) | G     | Anna DeForge          | 1976 | 178  | 73   |
| 33 | Stati Uniti (bandiera) | C     | Adrian Williams       | 1977 | 193  | 83   |
| 34 | Stati Uniti (bandiera) | G     | Felicia Ragland       | 1980 | 170  | 60   |
| 35 | Stati Uniti (bandiera) | G     | Tamicha Jackson       | 1978 | 168  | 54   |
| 42 | Turchia (bandiera)     | C     | Nevriye Yılmaz        | 1980 | 193  | 86   |
| 45 | Rep. Ceca (bandiera)   | A     | Michaela Pavlíčková   | 1977 | 191  | 79   |
| 54 | Stati Uniti (bandiera) | AC    | Plenette Pierson      | 1981 | 188  | 77   |

## Staff tecnico
- Allenatore: John Shumate
- Vice-allenatori: Carrie Graf, Gary Kloppenburg
- Preparatore atletico: Carolyn Griffiths